# 三丙胺
三丙胺是一种有机化合物，化学式为C9H21N。它的大规模生产可通过丙醇和氨在Cu/Ni催化下分步反应得到：
它可以和卤代烃反应，生成季铵盐。如和1,6-二溴己烷在异丙醇中回流反应，可以得到六丙基己二铵二溴化物。